# Балеев, Павел Кононович
Па́вел Ко́нонович Бале́ев (5 июля 1923, Малая Тумна, Енисейская губерния или Енисейская губерния — 10 июля 2010, Увалы, Красноярский край или Новосёловский район, Красноярский край) — советский  передовик сельского хозяйства. Герой Социалистического Труда (1948).

## Биография
Родился 5 июля 1923 года в деревне Малая Тумна, Енисейской губернии в крестьянской семье.
Получил начальное образование. С 1933 года начал свою трудовую деятельность в  колхозе «1-е Мая» в деревне Увалы Новосёловского района Красноярского края.
С 1941 года был призван в ряды Красной Армии. Участник Великой Отечественной войны — рядовой-пулемётчик, воевал на Воронежском фронте, освобождал от немецко-фашистских захватчиков город Белгород. Был тяжело ранен в результате чего ему ампутировали правую ногу. Победу встретил в городе Харьков Украинской ССР  в военном госпитале.
В 1945 году был демобилизован как инвалид Отечественной войны. Работал заведующим свиноводческой фермы, а затем заведующим коневодческой фермы в колхозе «1-е Мая» Новосёловского района Красноярского края.
Не имея специального образования, П. К. Балеев составлял рацион питания животных, лечил их, изготавливал подручные приспособления, создавал условия для их содержания. Благодаря его огромному трудолюбию и тщательному уходу за лошадьми в 1947 году П. К. Балеев вырастил 22 жеребёнка от 22 кобыл.
23 июня 1948 года Указом Президиума Верховного Совета СССР «за получение высокой продуктивности животноводства в 1947 году при выполнении колхозом обязательных поставок сельскохозяйственных продуктов и плана развития животноводства»  Павел Кононович Балеев был удостоен звания Героя Социалистического Труда с вручением Ордена Ленина и золотой медали «Серп и Молот».
С 1972 по 1985 годы работал полевым объездчиком в совхозе «Легостаевский» Новосёловского района.
В 1985 году вышел на пенсию.
Умер в 2010 году. Похоронен в деревне Увалы Легостаевского сельсовета Новосёловского района.

## Награды
- Медаль «Серп и Молот» (23.07.1948)
- Орден Ленина (23.07.1948)
- Орден Отечественной войны I степени (6.05.1985)
- Медаль «За боевые заслуги»